# Carcharocles angustidens
Carcharocles angustidens (sinónimo de Otodus angustidens) es una especie de tiburón megadentado extinto, que vivió durante los períodos Oligoceno y Mioceno entre hace aproximadamente 33 a 22 millones de años. Se cree que este tiburón es un pariente cercano del más conocido de los tiburones megadentados, C. megalodon. Sin embargo, así como en el caso de C. megalodon, la clasificación de esta especie es materia de debate.

## Registro fósil
Como ocurre con muchos tiburones extintos, esta especie es conocida a partir de dientes fósiles y algunos centros de vértebra. El esqueleto de los tiburones está compuesto de cartílago y no de hueso, material que raramente se fosiliza. Por lo tanto, los restos de C. angustidens por lo general están en muy mal estado de preservación. A la fecha, el espécimen mejor preservado de esta especie ha sido excavado en Nueva Zelanda, el cual abarca 165 dientes en asociación y cerca de 35 centros de vértebras asociados. Este espécimen data de hace cerca de 26 millones de años. Los dientes de C. angustidens son notables por sus coronas triangulares y sus pequeñas cúspides laterales que están totalmente aserradas. Los bordes aserrados son muy afilados y muy pronunciados. C. angustidens era una especie con una amplia distribución geográfica con fósiles hallados en Norteamérica, Suramérica, Europa, África, Nueva Zelanda, Japón, Australia, y Malta.

## Estimación de tamaño

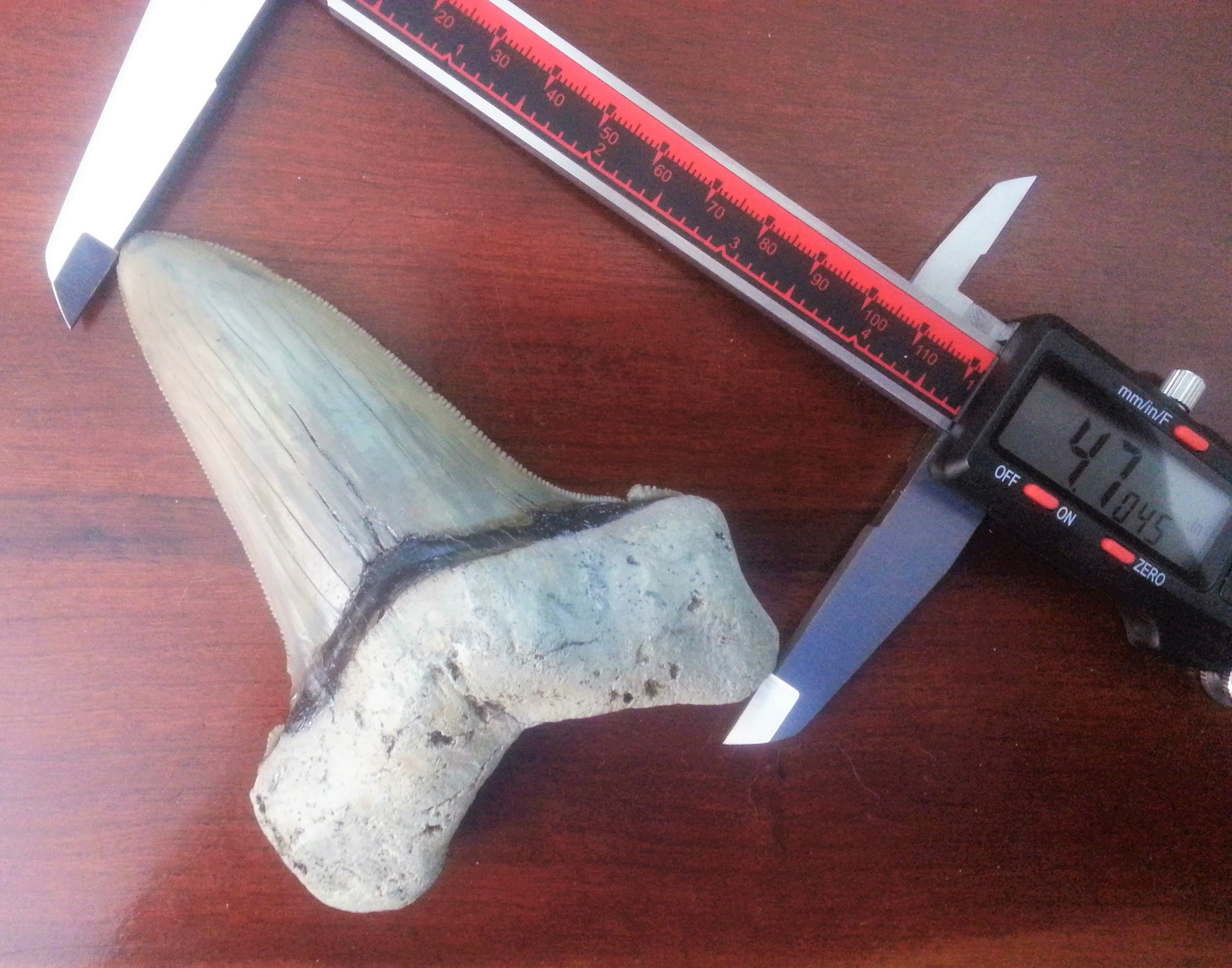
Diénte de O. angustidens.

Igual que en otros tiburones megadentados, los fósiles de C. angustidens indican que era considerablemente mayor que el actual gran tiburón blanco, Carcharodon carcharias. Se estima que el espécimen bien preservado de Nueva Zelanda medía 9.3 metros de largo. Este ejemplar tenía dientes que miden más de 9.87 centímetros en altura diagonal, y centros de vértebras de cerca de 1.10 centímetros de diámetro. Sin embargo, existen reportes de fósiles aún mayores de C. angustidens.

## Dentición
La fórmula dental de C. angustidens es {\displaystyle {\tfrac {2.1.5.4}{3.0.6.3}}}

## Dieta
C. angustidens era un superdepredador y probablemente se alimentaba de pingüinos, peces, delfines, y ballenas.

## Clasificación

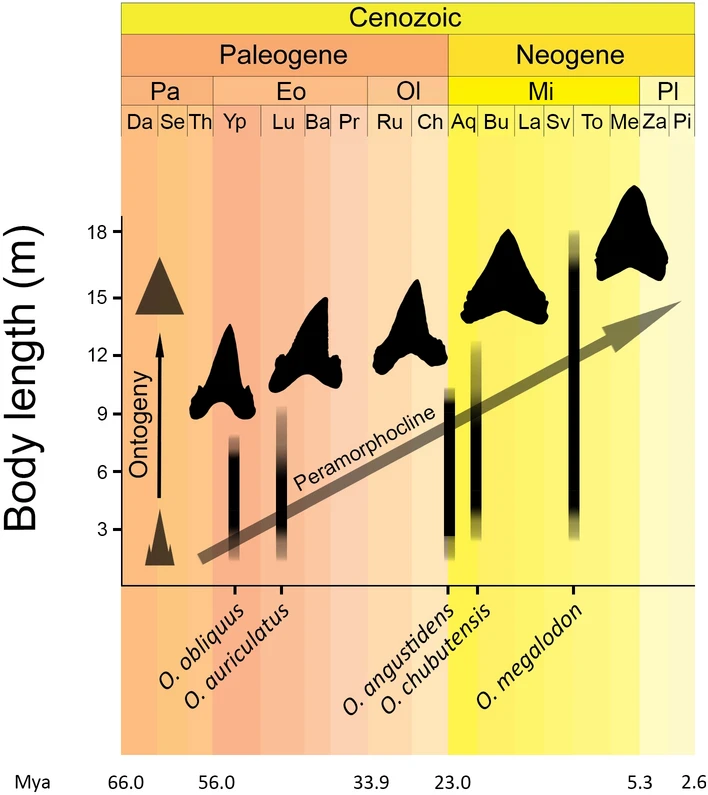
Evolución de Otodus.

Incluso después de varias décadas de escrutinio, C. angustidens sigue siendo una especie cuyo género permanece en disputa. El naturalista suizo Louis Agassiz, identificó originalmente a este tiburón como una especie del género Carcharodon en 1835.
En 1964, el experto en tiburones L. S. Glikman reconoció la transición de Otodus a C. auriculatus y situó a C. angustidens al género Otodus. (véase la sección de "enlaces externos")
Sin embargo, en 1987 el experto en tiburones H. Cappetta reconoció al linaje C. auriculatus - C. megalodon y situó a todos los tiburones megadentados junto con esta especie en el género Carcharocles. Por primera vez, la transición completa de Otodus obliquus a C. megalodon se hizo clara y desde entonces ha ganado la aceptación de varios expertos con el paso del tiempo.
Dentro del linaje Carcharocles, C. angustidens es la especie sucesora de C. sokolovi y es luego reemplazado por C. chubutensis.
Sin embargo, El descubrimiento en 2001 del mejor espécimen preservado de C. angustidens a la fecha por dos científicos, M. D. Gottfried y R. Ewan Fordyce, fue presentado por ellos como evidencia de sus cercanos vínculos morfológicos con el actual gran tiburón blanco, por lo que concluyeron que tanto C. angustidens como los demás tiburones megadentados (incluyendo a C. megalodon) deberían ser reasignados a Carcharodon como hizo Louis Agassiz en principio.